# Ronde van Slovenië 1995
De Ronde van Slovenië 1995 (Sloveens: Dirka po Sloveniji 1995) werd verreden van maandag 8 mei tot en met zondag 14 mei in Slovenië. Het was de derde editie van de rittenkoers, die in 2005 deel ging uitmaken van de UCI Europe Tour (categorie 2.1). De ronde telde zes etappes, voorafgegaan door een proloog. 

## Klassementsleiders
| Etappe      | Winnaar         | Algemeen        | Punten                 | Berg                   | Jongeren        | Sprint                 | Ploegen |
| ----------- | --------------- | --------------- | ---------------------- | ---------------------- | --------------- | ---------------------- | ------- |
| 0           | Adam Laurent    | Adam Laurent    | ??                     | Yevgeny Golovanov      | Boštjan Mervar  | Marco Antonio Di Renzo | ??      |
| 1           | Robert Pintarič | Robert Pintarič | ??                     | Marco Antonio Di Renzo | ??              | Robert Pintarič        | ??      |
| 2           | Robert Pintarič | Robert Pintarič | ??                     | Marco Antonio Di Renzo | Gorazd Štangelj | Robert Pintarič        | ??      |
| 3           | Luca Pavanello  | Robert Pintarič | Marco Antonio Di Renzo | Thomas Fleischer       | Gorazd Štangelj | Frank Høj              | ??      |
| 4           | Frank Høj       | Robert Pintarič | Frank Høj              | Thomas Fleischer       | Gorazd Štangelj | Marco Antonio Di Renzo | ??      |
| 5           | Boris Premužič  | Valter Bonča    | Robert Pintarič        | Marco Antonio Di Renzo | Sergej Autko    | Frank Høj              | ??      |
| 6           | Luca Pavanello  | Valter Bonča    | Luca Pavanello         | Marco Antonio Di Renzo | Sergej Autko    | Frank Høj              | ??      |
| 7           | Branko Filip    | Valter Bonča    | Luca Pavanello         | Marco Antonio Di Renzo | Sergej Autko    | Frank Høj              | Italië  |
| Eindstanden | Eindstanden     | Valter Bonča    | Luca Pavanello         | Marco Antonio Di Renzo | Sergej Autko    | Frank Høj              | Italië  |

## Etappe-uitslagen

### Proloog
| Plaats  | Naam            | Ploeg | Tijd |
| ------- | --------------- | ----- | ---- |
| Winnaar | Robert Pintaric |       |      |
| 2       |                 |       |      |
| 3       |                 |       |      |

### 1e etappe
| Plaats  | Naam            | Ploeg | Tijd |
| ------- | --------------- | ----- | ---- |
| Winnaar | Robert Pintaric |       |      |
| 2       |                 |       |      |
| 3       |                 |       |      |

### 2e etappe
| Plaats  | Naam           | Ploeg        | Tijd |
| ------- | -------------- | ------------ | ---- |
| Winnaar | Luca Pavanello | Aki-Gipiemme |      |
| 2       |                |              |      |
| 3       |                |              |      |

### 3e etappe
| Plaats  | Naam      | Ploeg            | Tijd |
| ------- | --------- | ---------------- | ---- |
| Winnaar | Frank Høj | Collstrop-Lystec |      |
| 2       |           |                  |      |
| 3       |           |                  |      |

### 4e etappe
| Plaats  | Naam           | Ploeg         | Tijd |
| ------- | -------------- | ------------- | ---- |
| Winnaar | Boris Premužic | Rog Ljubljana |      |
| 2       |                |               |      |
| 3       |                |               |      |

### 5e etappe
| Plaats  | Naam           | Ploeg        | Tijd |
| ------- | -------------- | ------------ | ---- |
| Winnaar | Luca Pavanello | Aki-Gipiemme |      |
| 2       |                |              |      |
| 3       |                |              |      |

### 6e etappe
| Plaats  | Naam            | Ploeg | Tijd |
| ------- | --------------- | ----- | ---- |
| Winnaar | Branko Glaudelj |       |      |
| 2       |                 |       |      |
| 3       |                 |       |      |

## Eindklassementen

### Algemeen klassement
| Ronde van Slovenië 1995 |                      |                        |      |
| Plaats                  | Naam                 | Ploeg                  | Tijd |
| Gele trui               | Valter Bonča         | ZG Mobili-Selle Italia |      |
| 2                       | Boris Premužic       | Rog Ljubljana          |      |
| 3                       | Marco Di Renzo       | Cantina Tollo          |      |
| 4                       | Lorenzo Di Silvestro | Cantina Tollo          |      |
| 5                       | Massimiliano Gentili | Cantina Tollo          |      |

1993 · 1994 · 1995 · 1996 · 1997 · 1998 · 1999 · 2000 · 2001 · 2002 · 2003 · 2004 · 2005 · 2006 · 2007 · 2008 · 2009 · 2010 · 2011 · 2012 · 2013 · 2014 · 2015 · 2016 · 2017 · 2018 · 2019 · 2020 · 2021 · 2022 · 2023 · 2024